# 高千穂町光ケーブルネットワーク
高千穂町光ケーブルネットワーク（たかちほちょうひかりケーブルネットワーク）は、宮崎県西臼杵郡高千穂町が運営する公営ケーブルテレビ局である。

## 概要
高千穂町を運営主体として2011年に開局。光ファイバーを活用したケーブルテレビ、ひかり電話、インターネットサービスの提供を行っている。サービス対象エリアは町内全域である。町域が急峻な山間部であることから地上デジタル放送の難視聴地域が数多く存在し、また開局前はインターネットのブロードバンドサービスが提供されていない地域も多く存在していたため、これらの情報格差の是正を図る目的で当ケーブルテレビ局が整備された。
開局当初からケーブルメディアワイワイとは業務提携の関係にあり、県外波（熊本民放2局）の区域外再放送等を含む多チャンネルサービスの提供が行われている。また、インターネット接続・ひかり電話サービスについてはNTT西日本宮崎支店が担当している。

## ケーブルテレビ

### 地上波系列別再送信局
| NHK-G   | NHK-E   | NNN            | NNS | ANN                     | JNN      | TXN | FNN / FNS  | JAITS |
| ------- | ------- | -------------- | --- | ----------------------- | -------- | --- | ---------- | ----- |
| NHK宮崎 | NHK宮崎 | テレビ宮崎     |     | テレビ宮崎 熊本朝日放送 | 宮崎放送 |     | テレビ宮崎 |       |
| NHK宮崎 | NHK宮崎 | 熊本県民テレビ |     | テレビ宮崎 熊本朝日放送 | 宮崎放送 |     | テレビ宮崎 |       |

### 高千穂町が提供する内容
地上デジタル放送については県内波4チャンネル（NHK総合・Eテレ、UMK、MRT）の再送信、および高千穂町の自主放送チャンネル「テレビ高千穂」の提供を行っている。
| ID | 地上デジタル放送         |
| -- | ------------------------ |
| 1  | NHK宮崎総合              |
| 2  | NHK宮崎Eテレ             |
| 3  | UMKテレビ宮崎            |
| 6  | MRT宮崎放送              |
| -  | テレビ高千穂（自主放送） |

### チャンネルリース
ケーブルメディアワイワイが提供する多チャンネルサービス。高千穂町が提供する上記のチャンネルに加えて、地上デジタルテレビの区域外再放送（KKT熊本県民テレビ、KAB熊本朝日放送）、BSデジタル放送、およびCSデジタル放送の専門チャンネル等が視聴可能となる。
提供チャンネルの詳細についてはケーブルメディアワイワイの記事も参照。

## インターネット・ひかり電話
NTT西日本との提携により、インターネット・ひかり電話サービスであるフレッツ 光マイタウン ネクストの提供を行っている。
2018年4月26日には「フレッツ 光マイタウン ネクスト ファミリー・スーパーハイスピードタイプ 隼」の提供を開始した。